# Недзвідський Андрій Володимирович
Андрій Володимирович Недзвідський (23 листопада 1908 — 1 червня 1984) —український  літературознавець, краєзнавець, театрознавець, професор.

## Біографія
А. В. Недзвідський народився 23 листопада 1908 року в Одесі.                  
Трудову діяльність розпочав у 1925 році робочим Одеського заводу імені Жовтневої революції. У 1928—1938 роках працював у редакціях газет «Комуніст», «За техніку», «Молода гвардія».
У 1930 році закінчив економічний факультет Одеського інституту народного господарства.
У 1938—1941 роках навчався в аспірантурі Одеського державного університету. Паралельно з навчанням працював на кафедрі української літератури.
28 червня 1941 року захистив дисертацію «Т. Г. Шевченко і російська революційна демократія» на здобуття наукового ступеня кандидата філологічних наук. У 1944 році присвоєно вчене звання доцента.
В роки нацистської навали працював у газеті «Большевистское знамя», беручи участь в обороні Одеси у серпні — жовтні 1941 року, потім — економістом у майстернях, робітником на розбиранні розбомблених будинків. У квітні 1944 року буз призначений тимчасово виконувачем обов'язків ректора університету для підготовки навчального процесу до повернення університету з евакуації; протягом півроку виконував обов'язки проректора з наукової роботи.
В 1944—1947, 1965—1970 роках обіймав посаду завідувача кафедри української літератури філологічного факультету Одеського державного університету імені І. І. Мечникова.
У 1964 році захистив дисертацію «Марко Вовчок у російському і українському літературному оточенні» і здобув науковий ступінь доктора філологічних наук. В 1965 році присвоєно вчене звання професора.
В 1970—1984 роках працював професором кафедри радянської літератури Одеського університету.
З 1961 року був членом Спілки письменників Української РСР.
Помер 1 червня 1984 року в Одесі. Похований на Другому християнському кладовищі.

## Наукова діяльність
Вивчав взаємозв'язок Т. Шевченка з російською революційною демократією. Ствердив нову концепцію: Т. Шевченко — не наслідувач, а соратник російських революційних демократів. Досліджував творчість М. Вовчка.
Був автором понад 1100 літературознавчих та критичних, суспільно-політичних  статей, краєзнавчих досліджень, рецензій про життя театру. Ним написано 15 монографій.
Був одним з ініціаторів створення в Одесі Пушкінського музею. Очолював науково-дослідну групу з вивчення творчості В. Маяковського.
Підготував 28 кандидатів наук. Його учні В. В. Фащенко та Є. М. Прісовський стали докторами наук.

#### Праці
- Іван Франко: До 80-річчя з дня народження/ А. В. Недзвідський. // Молода гвардія. — 1936. — 16 серпня;
- Песни и стихи защитников Одессы в 1941 году/ А. Недзведский.// Героическая Одесса: Литературно-публицистический альманах, посвященный годовщине освобождения Одессы от немецко-румынских захватчиков. — Одесса: Областное издательство, 1945. — С. 43 — 47.
- Лідія Володимирівна Мацієвська/ А. В. Недзвідський. — Одеса: УТТ, 1958. — 60 с.

- Тарас Григорович Шевченко: біографія / Г. А. В'язовський, К. Ю. Данилко, І. М. Дузь, М. О. Левченко, А. В. Недзвідський, В. З. Несторенко. –  К., 1960. — 373 с.

- Василь Василько: нарис про життя і творчість / А. В. Недзвідський. –  К. : Мистецтво, 1981. –  116 с.

- Марко Вовчок: семінарій / А. В. Недзвідський. — К. : Вища школа, 1981. — 167 с.
- Одесская тетрадь / А. В. Недзведский. — Одесса: Друк, 2001. — 149 с.

## Нагороди
- Медаль «За оборону Одеси».